# Šams Pahlaví
Šams Pahlaví (28. října 1917, Teherán – 29. února 1996, Santa Barbara) byla íránská princezna. Byla starší sestrou Muhammada Rezy Pahlaví, posledního šáha Íránu. Během bratrovy vlády byla prezidentkou společnosti Red Lion and Sun.

## Mládí
Princezna Šams se narodila v Teheránu v říjnu roku 1917. Byla nejstarší dcerou Rezá Šáha Pahlaví a jeho manželky Tádž ol-Molouk.

## Osobní život

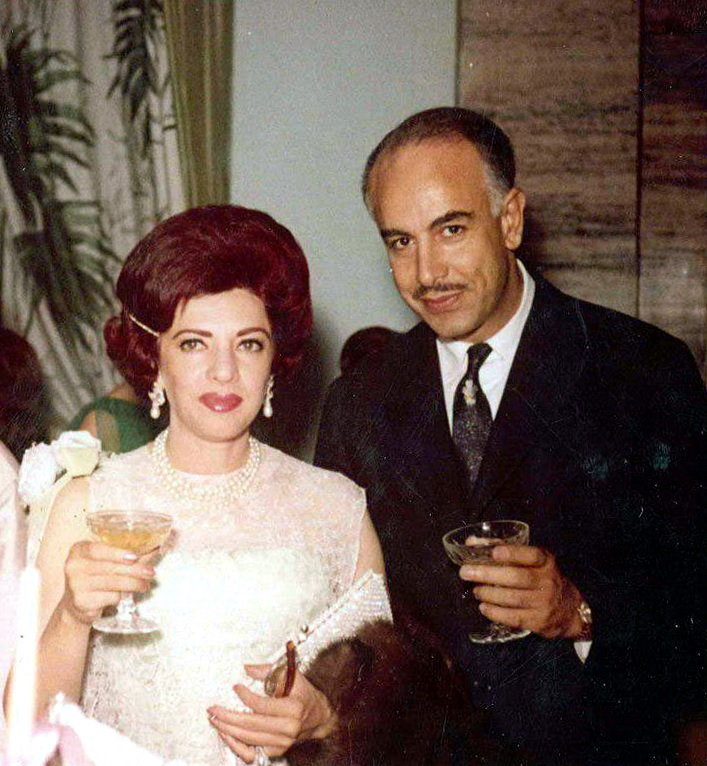
Princezna Šams Pahlaví a její manžel Mehrdad Pahlbod v roce 1978

Šams Pahlaví se provdala za Fereydouna Djama, syna tehdejšího ministra Íránu Mahmouda Djama, kvůli striktnímu nařízení jejího otce v roce 1937, ale manželství nebylo šťastné a ihned po smrti jejího otce se pár rozvedl.
V důsledku sesazení jejího bratra během anglo-sovětské invaze v Íránu v roce 1941, odešla Šams se svým otcem do exilu do Port Louisu na ostrov Mauricius a později do Johannesburgu v Jižní Africe. Publikovala své vzpomínky na tyto cesty v měsíčníku Ettela'at v roce 1948.
Byla zbavena funkce a titulů ihned po druhém sňatku s Mehrdadem Pahlbodem a žila v letech 1945-47 v USA. Později jí byl titul navrácen a pár se vrátil zpět do Teheránu. Odsud pak odešli jen na krátkou dobu během Íránské krize. Ve 40. letech konvertovala ke katolické církvi. Konvertovala hlavně díky katolíkovi Ernestovi Perronovi, nejlepšímu příteli jejího otce. Její manžel a děti přijali katolickou víru ihned po ní.
Po návratu do Íránu v roce 1953, kdy byla jejímu bratrovi navrácena vláda, působila v široké veřejnosti jako známá osobnost společně se sestrou Ašraf Pahlaví. Starala se především o management jejich majetku a o děditství po jejich otci.
Ke konci 60. let požádala nadaci Franka Lloyda Wrighta, aby její architekti vystavěli palác Morvarid v Mehrshahru.